# Platyurosternarchus crypticus
Platyurosternarchus crypticus és una espècie de peix pertanyent a la família dels apteronòtids.

## Descripció
- Pot arribar a fer 30,8 cm de llargària màxima.[4][5]

## Alimentació
Hom creu que es nodreix d'invertebrats.

## Hàbitat
És un peix d'aigua dolça, bentopelàgic i de clima tropical.

## Distribució geogràfica
Es troba a Sud-amèrica: la conca superior del riu Branco al nord-est de Roraima (el Brasil) i les zones més orientals del districte de Rupununi (Guyana).

## Observacions
És inofensiu per als humans.